# Saison 1 de Cormoran
— Saison 2 de Cormoran
Cet article présente le guide de la première saison du feuilleton télévisé Cormoran.
| Numéro | Date de diffusion | Réalisateurs                  | Date réelle                                          |
| Description |                   |                               |                                                      |
| 1 | 4 septembre 1990  | Yvon Trudel                   |                                                      |
| Pacifique Cormoran doit rentrer sous peu d'un voyage en Europe. Sa sœur Bella veut absolument que celui-ci puisse l'apercevoir lorsque son bateau passera devant le domaine. Elle exerce une autorité tyrannique sur la servante Mariette, sa sœur Angélique et son beau-frère Germain Lafond.                                            |                   |                               |                                                      |
| 2 | 11 septembre 1990 | Yvon Trudel                   |                                                      |
| Germain Lafond et Clément Veilleux partent tôt pour aller chercher Pacifique à Québec. Par ailleurs, la journée est plutôt contrariante pour Bella. Elle donnera néanmoins la réception qu'elle a prévue pour la soirée. |                   |                               |                                                      |
| 3 | 18 septembre 1990 | Yvon Trudel                   |                                                      |
| Pacifique fait sa rentrée officielle à Cormoran. Angélique rencontre deux géologues allemands, venus faire des recherches sur les bords du Saint-Laurent. De son côté, Clément Veilleux annonce à Flamand Bellavance qu'il compte créer un centre de recrutement à Baie-d'Esprit.                                                         |                   |                               |                                                      |
| 4 | 25 septembre 1990 | Yvon Trudel                   |                                                      |
| Pacifique retrouve ses patients à son bureau de Baie-d'Esprit. Donatienne s'inquiète du rendez-vous que lui a ménagé Bella avec les deux Thomas. On veut empêcher les indésirables de fréquenter les rues de Baie-d'Esprit. On reproche à Pacifique de ne pas soutenir le projet de règlement. Ginette a retenu une chambre à l'hôtel.    |                   |                               |                                                      |
| 5 | 2 octobre 1990    | Yvon Trudel                   | 5 mai 1936 Seconde guerre italo-éthiopienne          |
| Pour Clément Veilleux, la victoire de Mussolini en Éthiopie est un événement majeur. Les habitants de Baie-d'Esprit, eux, voudraient bien savoir ce que Ginette est venue faire dans les parages. Bella obtient une entrevue avec Pacifique.                                                                                              |                   |                               |                                                      |
| 6 | 9 octobre 1990    | Yvon Trudel                   |                                                      |
| Les Cormoran tiennent un conseil de famille pour décider d'une attitude face aux exigences de Ginette. Bella ne veut faire aucun compromis. Clément harcèle Léonie de ses avances. Il tente d'en faire autant avec Ginette qui le menace.                                                                                                 |                   |                               |                                                      |
| 7 | 16 octobre 1990   | Yvon Trudel                   |                                                      |
| Bella se rend voir le curé Dumont pour chercher un appui dans sa lutte contre Ginette. Germain laisse entendre à Osnabrück et Müller que leur présence cause un problème. Ginette met ses menaces à exécution. |                   |                               |                                                      |
| 8 | 23 octobre 1990   | Yvon Trudel                   |                                                      |
| Angélique et Germain trouvent un endroit où loger Ginette. Bella est au lit à la suite d'une piqûre de guêpe. Clément Veilleux apprend qu'une pétition le concernant circule à Baie-d'Esprit. Wolgang Osnabrück demande un service à Germain et vient rendre visite à Bella. Pacifique n'est pas souvent à Cormoran et Bella s'en plaint. |                   |                               |                                                      |
| 9 | 30 octobre 1990   | Yvon Trudel                   |                                                      |
| La pétition contre l'abattoir paraît dans le journal de Flamand Bellavance. Ginette a un entretien avec Mariette. Viateur Bernier, fils du maire, s'inquiète de la santé de son père. Ginette fait la rencontre de Müller. Un événement tragique interrompt les débats du conseil municipal.                                              |                   |                               |                                                      |
| 10 | 6 novembre 1990   | Yvon Trudel                   |                                                      |
| Les funérailles de Théodule Bernier ont eu lieu. Le curé Dumont reproche à Clément la violence de son geste. La vacance au poste de maire suscite des ambitions, notamment chez Hippolyte. Viateur se demande s'il a la compétence pour succéder à son père. Bella est invitée par Osnabrück à un pique-nique dans les îles.              |                   |                               |                                                      |
| 11 | 13 novembre 1990  | Yvon Trudel                   | 1er août 1936 Ouverture des jeux de la XIe olympiade |
| Les Allemands ont invité les Cormoran à un pique-nique dans les îles. Bella apprend le nom de la personne que Müller a invitée. Pacifique refuse l'invitation et espère passer la journée avec Mariette. |                   |                               |                                                      |
| 12 | 20 novembre 1990  | Yvon Trudel                   |                                                      |
| En rentrant chez lui, Gérard trouve Léonie dans un état alarmant. À la fonderie, il y a du mécontentement chez les ouvriers. Pacifique tente d'expliquer au curé Dumont que le système de coupons utilisé par la compagnie Bernier pour la rémunération de ses employés est désuet. Bella accompagne Donatienne chez les deux Thomas.     |                   |                               |                                                      |
| 13 | 27 novembre 1990  | Yvon Trudel                   |                                                      |
| Les deux Allemands rentrent chez eux. Pacifique a de bonnes nouvelles pour Gérard Labrecque. Flamand aimerait bien savoir si Clément et Hippolyte ont pris une décision quant à leur candidature à la mairie. Ginette rappelle à Bella des scènes qui se sont passées il y a plusieurs années.                                            |                   |                               |                                                      |
| 14 | 4 décembre 1990   | Yvon Trudel                   |                                                      |
| Le courrier arrive en abondance à Baie-d'Esprit, mais il n'y a rien pour Bella. Ginette reçoit des lettres d'Allemagne. Clément fait des réparations à son ex-abattoir mais il refuse à Pacifique la permission d'y entrer. Viateur se retrouve à Cormoran pour y passer la soirée.                                                       |                   |                               |                                                      |
| 15 | 11 décembre 1990  | Yvon Trudel                   |                                                      |
| Flavie offre ses services aux Cormoran pendant l'absence de Mariette. Clément Veilleux reçoit la visite impromptue du maire et d'un conseiller qui s'inquiètent des aménagements de l'ancien abattoir. La reconstruction de l'hôtel de ville s'annonce pour le printemps et Viateur est en mesure de montrer une esquisse du bâtiment.    |                   |                               |                                                      |
| 16 | 18 décembre 1990  | Yvon Trudel                   |                                                      |
| Gérard ne prise pas le cadeau que Viateur Bernier lui offre ainsi qu'à Léonie. Les circonstances entourant le retour de Mariette ne plairont pas à Pacifique. Viateur est invité par Bella au réveillon de Noël chez les Cormoran. |                   |                               |                                                      |
| 17 | 8 janvier 1991    | Yvon Trudel                   |                                                      |
| Le toît coule à Cormoran et Germain engage Gérard Labrecque pour faire les réparations. Mariette révèle sa pensée à Pacifique. Bella donne sa réponse au curé Dumont au sujet de la présidence du Cercle des Fermières. |                   |                               |                                                      |
| 18 | 15 janvier 1991   | Yvon Trudel                   |                                                      |
| Des actes de vandalisme ont lieu à l'hôtel d'Hippolyte Belzile. Une deuxième vague de vandalisme compromet la sortie du journal l'Idée. Gérard Labrecque et les deux Thomas sont détenus pour interrogatoire. |                   |                               |                                                      |
| 19 | 22 janvier 1991   | Yvon Trudel et Andrée Pérusse |                                                      |
| C'est le carême et Bella impose à Cormoran un régime de jeûne et d'austérité. Pacifique revient de Montréal, où il est allé entendre une conférence sur la guerre civile espagnole, en compagnie de Vincent Bellavance. |                   |                               |                                                      |
| 20 | 29 janvier 1991   | Yvon Trudel et Andrée Pérusse |                                                      |
| C'est l'été 1937. Les Allemands sont revenus à Cormoran, mais Bella boude leur présence. Viateur est fier de la construction du nouvel hôtel de ville. Léonie travaille le soir chez le maire, et Gérard se demande pourquoi celui-ci a engagé sa femme. Müller fait sa cour à Flavie et Mariette.                                        |                   |                               |                                                      |
| 21 | 5 février 1991    | Yvon Trudel et Andrée Pérusse |                                                      |
| Il est question de débrayage à la fonderie. Léonie confie à Ginette la proposition que le maire lui a faite. Muller poursuit Ginette de ses assiduités. Clément renouvelle son invitation à Gérard de se joindre aux chemises bleues. La présence de Ginette gâte le plaisir de Bella et de Viateur.                                      |                   |                               |                                                      |
| 22 | 12 février 1991   | Yvon Trudel et Andrée Pérusse |                                                      |
| Les ouvriers de la fonderie débrayent. Bella se plaint à Pacifique de la conduite de Ginette. Friedrich Muller réussit enfin à faire une conquête féminine. |                   |                               |                                                      |
| 23 | 19 février 1991   | Yvon Trudel et Andrée Pérusse |                                                      |
| Hippolyte est surpris de voir que Friedrich Muller a passé la nuit à son hôtel. Il conseille à Romuald Gagnon d'écarter Gérard Labrecque des négociations. Bella est troublée par des confidences de Donatienne. |                   |                               |                                                      |
| 24 | 26 février 1991   | Yvon Trudel et Andrée Pérusse |                                                      |
| Mariette quitte Cormoran. La cour assidue de Friedrich Müller aux filles de Baie-d'Esprit perturbe les parents. |                   |                               |                                                      |
| 25 | 5 mars 1991       | Yvon Trudel et Andrée Pérusse |                                                      |
| Les gens de l'Anse-au-Maudit sont attaqués par une bande de Chemises bleues. Les ouvriers de la fonderie sont prêts à accepter les propositions de Viateur, sauf une condition. Osnabrück raconte son enfance à Bella. Mariette se sent de plus en plus à l'aise dans son service à la maison du maire.                                   |                   |                               |                                                      |
| 26 | 12 mars 1991      | Yvon Trudel et Andrée Pérusse |                                                      |
| Sans l'avoir désiré, Gérard Labrecque se retrouve à l'Anse-au-Maudit dans une situation critique. Albérich Boulet prononce une conférence au local des Chemises bleues. |                   |                               |                                                      |